# 当库尔
当库尔（法語：Dancourt，法語發音：[dɑ̃kuʁ]）是法国滨海塞纳省的一个市镇，属于迪耶普区。

## 地理
当库尔（49°53'35"N, 1°32'44"E）面积18.3 平方千米，位于法国诺曼底大区滨海塞纳省，该省份为法国北部沿海省份，其西部及北部濒大西洋英吉利海峡，东起顺时针与索姆省、瓦兹省、厄尔省和卡爾瓦多斯省接壤。
与当库尔接壤的市镇（或旧市镇、城区）包括：格朗库尔、盖维尔、蒙绍-索朗、普勒斯维尔、里约。

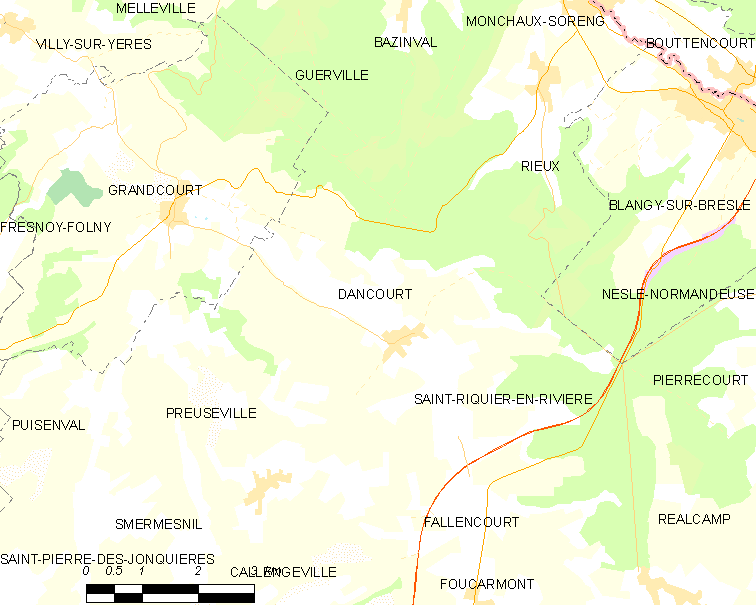
当库尔的OSM定位图

当库尔的时区为UTC+01:00、UTC+02:00（夏令时）。

## 行政
当库尔的邮政编码为76340，INSEE市镇编码为76211。

## 政治
当库尔所属的省级选区为厄镇县。

## 人口

1962-2008年间当库尔人口变化图示

当库尔于2022年1月1日时的人口数量为234人。